# Thiverval-Grignon
Thiverval-Grignon ist eine französische Gemeinde mit 1102 Einwohnern (Stand 1. Januar 2022) im Département Yvelines in der Region Île-de-France. Sie gehört zum Arrondissement Rambouillet und zum Kanton Plaisir. Die Einwohner werden Thivervalo-Grignonais genannt.

## Geographie
Thiverval-Grignon befindet sich etwa 22 Kilometer westlich von Paris und umfasst eine Fläche von 1117 Hektar. Nachbargemeinden sind:
- Crespières im Norden
- Davron im Nordosten
- Chavenay im Osten
- Plaisir im Südosten
- Saint-Germain-de-la-Grange im Südwesten
- Beynes im Westen

## Bevölkerungsentwicklung
| Jahr      | 1962 | 1968 | 1975 | 1982 | 1990 | 1999 | 2006 | 2011 |
| Einwohner | 612  | 639  | 752  | 662  | 767  | 773  | 1014 | 1030 |

## Sehenswürdigkeiten
Siehe auch: Liste der Monuments historiques in Thiverval-Grignon

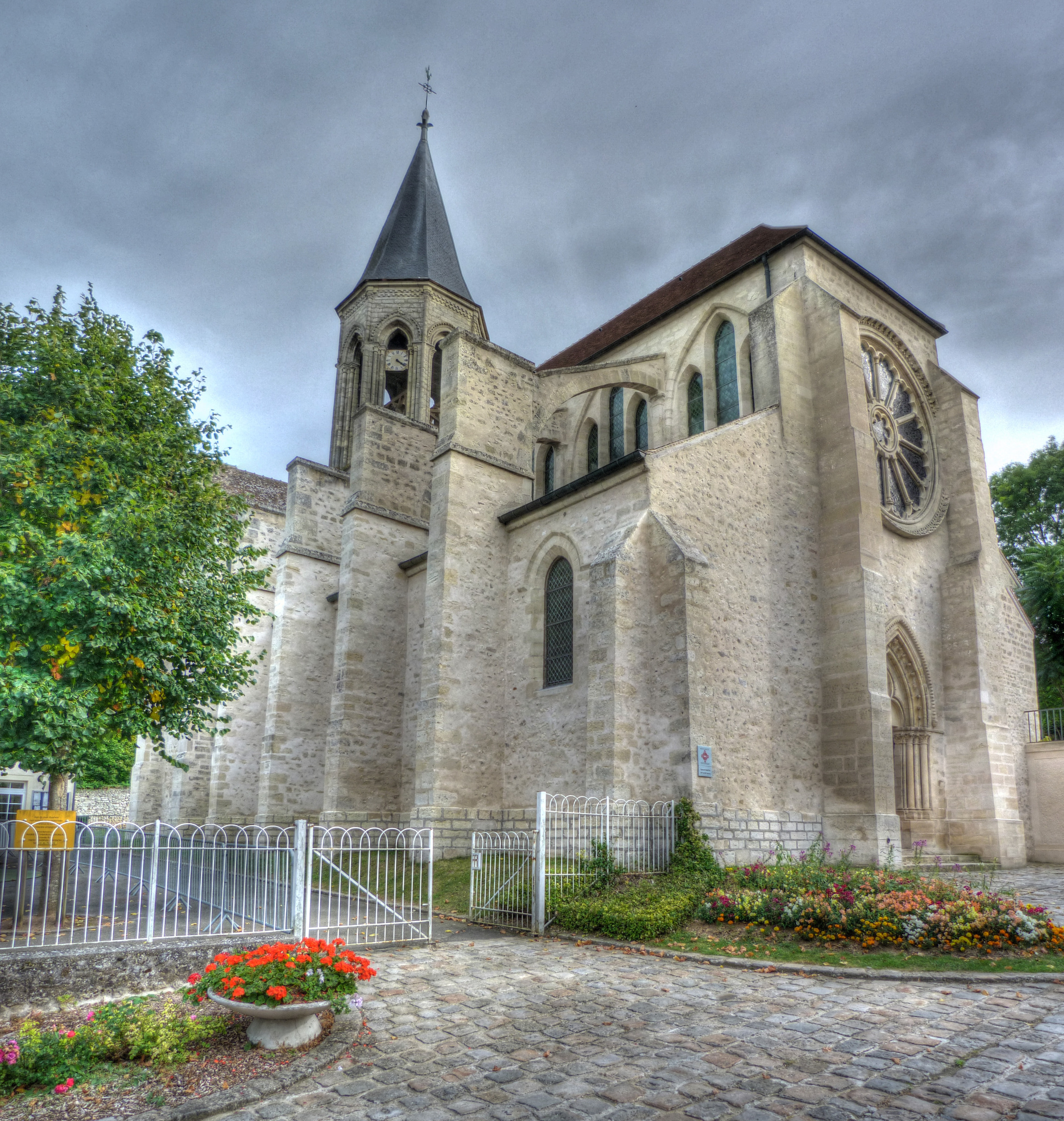
Kirche Saint-Martin
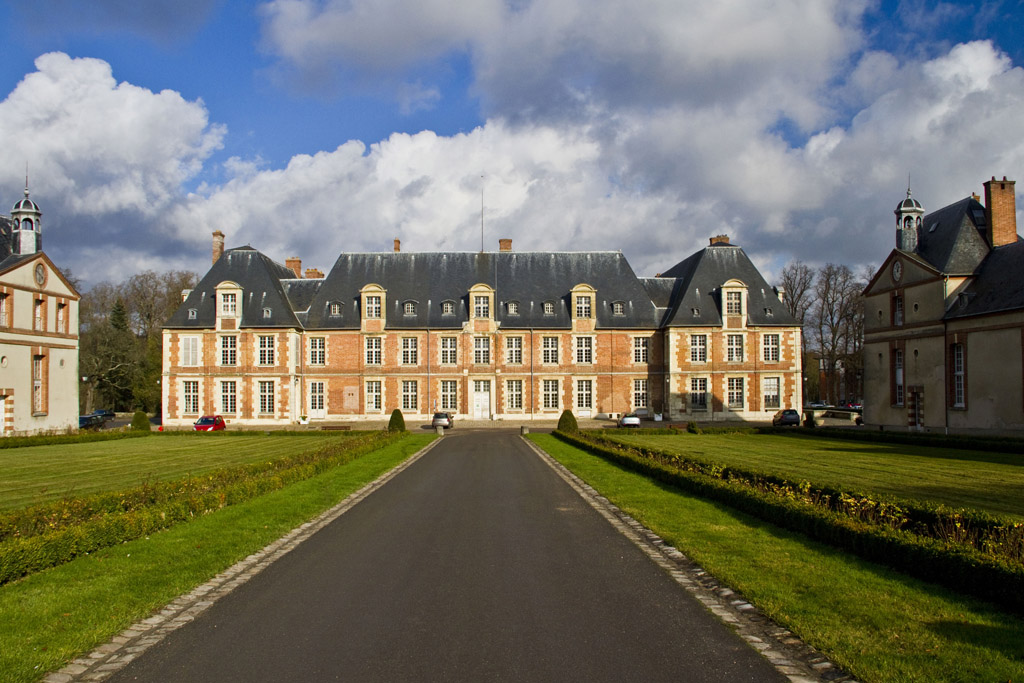
Schloss Grignon

- Kirche Saint-Martin
- Schloss Grignon

## Persönlichkeiten
- Der französische Staatsbeamte und Mitglied der Académie française Nicolas IV. Potier de Novion (1618–1693) starb in Thiverval-Grignon
- Der französische Maler und Bildhauer Albert Bartholomé (1848–1928) wurde in der Gemeinde geboren.
- Der französische Jazzmusiker Marcel Zanini (1923–2023) lebte in der Gemeinde.
- Der französische Schriftsteller Marc-Édouard Nabe (* 1958) lebte von 1974 bis 1984 in Thiverval-Grignon.